# Edwin Mayer-Homberg
Edwin Mayer-Homberg (* 29. Dezember 1881 in Eupen, Rheinprovinz; † 17. Januar 1920) war ein deutscher Rechtswissenschaftler.

## Leben
Von 1900 bis 1903 studierte Mayer-Homberg an der Rheinischen Friedrich-Wilhelms-Universität Bonn und der Albert-Ludwigs-Universität Freiburg Rechtswissenschaft. Das Corps Hasso-Borussia Freiburg recipierte ihn 1901. In Bonn  wurde er 1911 zum Dr. iur. promoviert. Schon im folgenden Jahr habilitierte er sich an der Friedrichs-Universität Halle über das Ehegüterrecht. Nach einem Jahr als Privatdozent wechselte er 1913 als außerordentlicher Professor an die Universität Rostock. Nach dem Ersten Weltkrieg war er 1918/19 an der Hessischen Ludwigs-Universität ordentlicher Professor für Deutsches Recht. 1919 folgte er dem Ruf der Philipps-Universität Marburg auf ihren Lehrstuhl für Rechtsgeschichte, Privatrecht, Handelsrecht und Bürgerliches Recht. Im folgenden Jahr starb er kurz nach seinem 38. Geburtstag.